# Gary Warren
Gary Warren (* 5. Juli 1954 in London, England) ist ein ehemaliger britischer Schauspieler.
Gary Warren stand zwischen 1966 und 1977 für über ein Dutzend Film- und Fernsehproduktionen vor der Kamera. Er spielte zunächst Gastrollen in Fernsehserien und hatte einen kleinen Auftritt in der Jerry-Lewis-Komödie Der Spinner (1968). 1969 spielte er am Londoner West End in dem Musical Mame neben Ginger Rogers. Einem breiten Publikum in Großbritannien wurde er 1970 an der Seite von Bernard Cribbins in der Kinokomödie The Railway Children bekannt, basierend auf dem gleichnamigen Kinderbuchklassiker von Edith Nesbit. Im deutschsprachigen Raum ist er möglicherweise eher durch die Serie Catweazle bekannt, in deren zweiten Staffel er 1971 den aristokratischen Jugendlichen Cedric „Eulengesicht“ Collingford spielte. Anschließend war er als besserwisserischer Teenager in der kurzlebigen Sitcom  Alexander the Greatest zu sehen, dann ließen die Rollenangebote für ihn zusehends nach.
Als junger Erwachsener zog Warren sich von der Schauspielerei zurück und zog nach Oxfordshire. Er ist Vater zweier Kinder. Lange Jahre war der Öffentlichkeit unbekannt, was aus Warren geworden war, bis ihn der Autor Jim Shipley 2012 für sein Buch über den Kinofilm The Railway Children wieder aufspürte.

## Filmografie (Auswahl)
- 1966: Disney Wonderland (Fernsehserie, eine Folge)
- 1967: Task Force Police (Fernsehserie, vier Folgen)
- 1968: Der Spinner (Don't Raise the Bridge, Lower the River)
- 1970: Jeden Morgen hält derselbe Zug (The Railway Children)
- 1971: Catweazle (Fernsehserie, 13 Folgen)
- 1971–1972: Whack-O! (Fernsehserie, 10 Folgen)
- 1971–1972: Alexander the Greatest (Fernsehserie, 13 Folgen)
- 1977: Sea Tales: The Return (Fernseh-Miniserie, eine Folge)